# 瑞現寺
瑞現寺（ずいげんじ）は、岐阜県恵那市武並町竹折にある釈迦如来を本尊とする曹洞宗の寺院。山号は銀松山。恵那三十三観音霊場二十六番。

## 歴史
寺伝によると、嘉吉2年（1442年）に、真道達源という平僧が、庵寺を創建したことに始まる。
寺の前身は、一説によると洞地内の寺畑にあり、長福寺と称したと言われているが、古記録が無いので不詳である。
寛永3年（1626年）に失火により焼失したが、同18年（1641年）に青山玄秀和尚が再建した。
その後、青山玄秀は、明暦元年(1655年)、恵那郡千旦林村の大林寺の徳外玄隆を迎えて瑞現寺を開山し、自身は二世となった。
元禄14年（1701年）、三世の風山理真の代に梵鐘を鋳造した。
明治9年（1876年）に十八世の巨海宗山の代に、再び火災に遭い焼失したが、明治13年（1880年）から3年間で各堂宇が複建された。
昭和17年(1942年)、梵鐘は戦時供出により失われた。
昭和55年(1980年)大禅英明により全伽藍が増改築されて今日に至っている。
瑞現寺が管轄する堂宇は、上野の弘法堂・観音堂、美濃の観音堂、中切の庚申堂、宿の弘法堂である。

## 関連寺院
- 大林寺 (中津川市)
- 高安寺 (恵那市)